# Hans-Joachim Roedelius
Hans-Joachim Roedelius (Berlín, Alemania, 26 de octubre de 1934) es un músico alemán de ambient y música experimental. Es conocido por su trabajo en las bandas krautrock Cluster y Harmonia, así como por una vasta carrera como solista y numerosas colaboraciones con otros músicos.

## Biografía
De niño, Hans-Joachim Roedelius actuó en películas de la UFA como Verklungene Melodie (1938) y ... Reitet für Deutschland (1941).
Habiéndose formado musicalmente de manera autodidacta, en 1968 Roedelius se involucró en la fundación del Zodiak Free Arts Lab junto al artista conceptual Conrad Schnitzler, Boris Schaak, Elke Lixfeld y otros, y en él formó parte de la comunidad musical llamada "Human Being". Subsecuentemente, el Zodiak Free Arts Lab se volvió el centro del underground cultural de Berlín. Ahí Roedelius conoció al suizo Dieter Moebius. En 1970 Roedelius, Schnitzler y Moebius formaron la banda Kluster.
Kluster lanzaría tres álbumes, Klopfzeichen, Zwei-Osterei y Eruption, tras lo cual Schnitzler deja la banda en 1971, iniciando una carrera como solista. Moebius y Roedelius cambiaron el nombre del grupo a Cluster y en los años siguientes grabaron los álbumes Cluster y Cluster II. Paralelamente, en 1973 formaron la banda Harmonia junto al guitarrista de NEU!, Michael Rother, quien se unió a la comunidad rural donde vivía el dúo, en Forst, Alemania. Junto a él lanzan el disco Musik von Harmonia en 1974.
De vuelta en su trabajo con Cluster, el dúo grabó su tercer álbum Zuckerzeit bajo la producción de Rother, dejando atrás el sonido avant-garde de su material previo hacia uno más melódico y rítmico.
Tras Zuckerzeit, Moebius y Roedelius volvieron a trabajar con Rother en un nuevo álbum de Harmonia, Deluxe, lanzado en 1975. Luego de esto, Harmonia se disuelve temporalmente, y en el transcurso del receso Cluster graba Sowiesoso en junio de 1976, mostrando un sonido aún más apacible que su álbum predecesor y una tendencia notoria hacia el ambient.
En septiembre del mismo año, Brian Eno visitó a Moebius, Roedelius y Rother en Forst, y durante su estadía graban juntos lo que sería el disco Tracks & Traces, que no vería la luz sino hasta 1997. Pero el retorno de Harmonia sería corto: tras la partida de Eno, la banda se disuelve.
En 2009, Hans Joachim Roedelius grabó "Sustanza di Cose Sperata" con la pianista y compositora Alessandra Celletti para el sello estadounidense Transparency Records. Juntos tocaron en Nueva York, Los Ángeles en San Francisco.

## Discografía
Human Being
2008 : Live at the Zodiak – Berlin 1968 (live album)
Kluster
1970 : Klopfzeichen (studio album)
1970 : Zwei-Osterei (studio album)
1971 : Eruption (live album, originally released as Kluster und Eruption)
Cluster
1971 : Cluster '71 (studio album)
1972 : Cluster II (studio album)
1974 : Zuckerzeit (studio album)
1976 : Sowiesoso (studio album)
1979 : Großes Wasser (studio album)
1980 : Live in Vienna (live album)
1981 : Curiosum (studio album)
1984 : Stimmungen (compilation album)
1990 : Apropos Cluster (studio album, credited to Moebius + Roedelius)
1994 : One Hour (live album)
1997 : Japan 1996 Live (live album, credited to Roedelius Moebius on some editions)
1997 : First Encounter Tour 1996 (live album)
2008 : Berlin 07 (live album)
2009 : Qua (studio album)
Harmonia
1974 : Musik Von Harmonia (studio album)
1975 : Deluxe (studio album)
1976 : Tracks and Traces (studio album, recorded in 1976 and released in 1997)
2007 : Live 1974 (live album)
Aquarello
1991 : Friendly Game (studio album, credited to Roedelius, Capanni, Alesini)
1993 : To Cover The Dark (studio album)
1998 : Aquarello (live album, credited as Roedelius solo album)
Global Trotters (Kenji Konishi, Susumu Hirasawa, Alquimia, David Bickley, Felix Jay, Alex Paterson)
1999 : Drive (studio album)
1999 : GLOBAL TROTTERS PROJECT volume I – DRIVE (remix album)
Qluster
2011 : Fragen (studio album)
2011 : Rufen (live album)
2011 : Antworten (studio album)
2013 : Lauschen (studio album)
2015 : Tasten (studio album – three pianos project)
2016 : Echtzeit (studio album)
2018 : Elemente (studio album)
Solo
1978 : Durch die Wüste (studio album)
1979 : Jardin Au Fou (studio album)
1979 : Selbstportrait (studio album)
1980 : Selbstportrait – Vol. II (studio album)
1980 : Selbstportrait Vol. III "Reise durch Arcadien" (studio album)
1981 : Lustwandel (studio album)
1981 : Wenn Der Südwind Weht (studio album)
1981 : Offene Türen (studio album)
1982 : Flieg' Vogel fliege (studio album)
1982 : Wasser im Wind (studio album)
1984 : Auf leisen Sohlen (compilation album)
1984 : Geschenk des Augenblicks – Gift of the Moment (studio album)
1984 : Begegnungen (compilation album)
1985 : Begegnungen II (compilation album)
1986 : Wie das Wispern des Windes (studio album)
1987 : Momenti Felici (studio album)
1989 : Bastionen der Liebe – Fortress of love (studio album)
1990 : Variety of Moods (studio album)
1991 : Der Ohrenspiegel (studio album)
1991 : Piano Piano (studio album)
1992 : Cuando... Adonde (studio album)
1992 : Frühling (studio album) later re-released as Romance in the Wilderness
1993 : Tace! (studio album)
1994 : Sinfonia Contempora n.º 1: Von Zeit zu Zeit (studio album)
1994 : Theatre Works (studio album)
1995 : Selbstportrait VI: The Diary of the Unforgotten (studio album)
1995 : Vom Nutzen der Stunden – Lieder vom Steinfeld Vol. I (studio album)
1995 : 61sechzigjahr (compilation album, released privately)
1996 : Sinfonia Contempora n.º 2: La Nordica (Salz Des Nordens) (studio album)
1996 : Pink, Blue And Amber (studio album)
1999 : Selfportrait VII: dem Wind voran – ahead of the wind (studio album)
1999 : Amerika Recycled by America Inc (studio album)
1999 : Vom Nutzen der Stunden – Lieder Vom Steinfeld Vol.II (studio album)
2000 : Roedeliusweg (studio album)
2001 : Roedelius 2001 – Orgel Solo (studio album)
2001 : Das Verwirrte Schaf – Wort-Klang Collage zum Aschermittwoch (studio album)
2002 : Selbstportrait VIII – Introspection (studio album)
2003 : American Steamboat (studio album)
2003 : Counterfeit (studio album)
2003 : Lieder vom Steinfeld Vol.III (studio album)
2003 : Roedelius 1969–2002 (compilation album)
2006 : Works 1968–2005 (compilation album)
2007 : Snapshots/Sidesteps (studio album)
2008 : Back Soon (compilation album)
2010 : Ex Animo (studio album)
2016: Manchmal (1 track on 4 tracks compilation EP "past forward", vinyl release only)[6]
2017 Release of Roedelius' autobiography "Roedelius - Das Buch" <www.bio.roedelius.com>
2017 Music for the soundtrack of Nick Cave for the film "War Machine"
2018 Music for the film "Symphony of Now" to be released February 14th
2018 Music for the film "Die Rueden" from director Connie Walther (not yet released)
Colaboraciones
Con Brian Eno, Dieter Moebius y Michael Rother
1997 : Tracks and Traces (credited to either Harmonia '76 or Harmonia and Eno '76)
2009 : Harmonia & Eno '76 Remixes (remix album)
Con Brian Eno and Dieter Moebius
1977 : Cluster & Eno (credited to Cluster & Eno)
1978 : After the Heat (studio album)
1985 : Old Land (compilation album) (credited to Cluster and Brian Eno)
Con Brian Eno y Dieter Moebius en Eno solo albums
1977 : Before and after Science (studio album)
Track: "By This River"
Con Alexander Czjzek
1987 : Weites Land (studio album)
Con Aqueous
1994 : Grace Notes (studio album)
1997 : Meeting The Magus (studio album)
Con Richard Barbieri and Chianura
1998 : T'ai (studio album)
Con Alquimia
2000 : Move and Resonate
Con Tim Story
2000 : The Persistence of Memory (studio album)
2002 : Lunz (studio album)
2005 : Lunz-Reinterpretations (remix album)
2008 : Inlandish (studio album)
Con Conrad Schnitzler
2001 : Acon 2000/1 (studio album)
Con Fabio Capanni, Felix Dorner, Hirishi Nagashima and Robin Storey
2001 : Evermore
Con Lynn
2001 : Act of Love (studio album)
Con Nikos Arvanitis
2002 : Digital Love (studio album)
Con Noh 1
2003 : Imagine Imagine (soundtrack album, released as Roedelius and Fratellis)
2009 : Fibre (studio album)
Con Morgan Fisher
2005 : Neverless (studio album)
Con David Bickley
2008 : Bonaventura (studio album)
Con Kava
2008 : The Gugging Album (studio album)
Con Tim Story and Dwight Ashley
2008 : Errata (studio album)
Con Alessandra Celletti
2009 : Sustanza di cose sperata (studio album)
Con Christopher Chaplin
2012 : King of Hearts (studio album)
Con Andrew Heath and Christopher Chaplin
2017 :Triptych in Blue (live album)
Con Lloyd Cole
2013 : Selected Studies Vol. 1 (studio album)
Con Leon Muraglia
2015 : Ubi Bene (studio album)
Con Mateo Latosa and Cesar Gallegos (aka TKU Tecamachalco Underground)
2016 : Latitudes (music installation for photography exhibition, 2014/studio album release, 2016)
Con Arnold Kasar
2017 : Einfluss